# Microdrosophila filamentea
Microdrosophila filamentea är en tvåvingeart som beskrevs av Toyohi Okada 1985. Microdrosophila filamentea ingår i släktet Microdrosophila och familjen daggflugor.
Artens utbredningsområde är Sri Lanka. Inga underarter finns listade i Catalogue of Life.